# Dax Griffin
Dax Griffin (Atlanta, Geórgia, 22 de Março de 1972) é um ator estadunidense, mais conhecido por seu trabalho em Sunset Beach como Timothy Truman.

## Biografia

### Vida pessoal
Griffin nasceu em 1972 (embora alguns afirmem erroneamente que nasceu em 1975), na cidade de Atlanta, onde também cresceu. Seu nome foi escolhido por sua mãe, a partir do nome de um personagem de um livro de ficção científica que seu marido havia lido.
Em 1990, ele completou seus estudos no colegial, onde havia estudado com Amy Landers, que atualmente também trabalha como atriz. Ele prosseguiu seus estudos na Universidade do Alabama, no curso de Economia.
Entre seus relacionamentos notórios, podemos encontrar as atrizes Amelia Heinle, mais conhecida por seu trabalho em The Young and the Restless, e Jennifer Gareis, com quem Griffin trabalhou em The Bold and the Beautiful.

### Carreira
Até hoje, Griffin ainda é mais conhecido por ter interpretado Tim Truman, na telenovela da NBC, Sunset Beach, entre Janeiro de 1997 e Novembro de 1999. Posteriormente, Dax conseguiria um papel regular na série de televisão de curta duração, Wonderland, como Derek Wolf, além de participações em outros seriados, como Opposite Sex e Firefly.
Mais recentemente, Griffin interpretou Justin McCoy em All My Children, durante os anos de 2003 e 2004, e Shane McGrath em The Bold and the Beautiful entre 2006 e 2007, quando seu personagem foi morto na trama. Outras participações em mais séries de televisão também foram feitas pelo ator, mais notavelmente em CSI: NY, CSI: Miami e Charmed.

## Filmografia

### Televisão
- 2009 The Vampire Diaries como
- 2007 CSI: NY como Steve Kaplan
- 2007 The Bold and the Beautiful como Shane McGrath
- 2006 Just Legal como Joe Chase
- 2005 Charmed como Carl
- 2004 CSI: Miami como Doug Ramsey
- 2004 All My Children como Justin McCoy
- 2003 Passions como Sid
- 2002 Firefly como Bester
- 2001 The Chronicle como Sam
- 2000 Opposite Sex como Greg Tillman
- 2000 Wonderland como Derek Wolf
- 1999 Sunset Beach como Tim Truman
- 1999 Pacific Blue como Nicky Vann
- 1999 Brimstone como Wolfie

### Cinema
- 2001 Free como Skeet
- 1998 Dizzyland como Erickson